# Basket Foxes Giussano
La Foxes Giussano è una società italiana di pallacanestro femminile con sede a Giussano.

## Storia
L'OFG è nata agli inizi degli anni Ottanta presso l'Oratorio Femminile di Giussano (da cui l'acronimo). 
Ha consolidato la propria presenza nei campionati regionali sotto la guida del primo presidente (Don Agostino) e ha raggiunto traguardi importanti con Franco Terraneo, che ha portato la prima squadra dalla Promozione alla Serie B.
Dal 2014 al 2023 è stata sotto la presidenza di Ettore Colico.
Nel 2023 Paolo La Vitola ha assunto la carica di presidente e la società ha cambiato il nome in Basket Foxes.
Lo stesso anno, a giugno, la prima squadra ha raggiunto la promozione in Serie A2.
Oltre alla Serie A2, la Foxes Giussano annovera categorie giovanili dall'Under 13 all'Under 19. Le squadre partecipano regolarmente ai campionati ufficiali organizzati dalla Federazione Italiana Pallacanestro (FIP).

## Serie A2

### Rosa 2024/25 e Staff tecnico
| Numero casacca | Nome giocatrice           | Ruolo     | Anno di nascita | Nazionalità |
| 11             | Marzena Marciniak         | Ala       | 1991            | POL         |
| 3              | Greta Ramon               | Playmaker | 2006            | ITA         |
| 6              | Francesca Diotti          | Playmaker | 1997            | ITA         |
| 8              | Sophia Lussignoli         | Playmaker | 2005            | ITA         |
| 10             | Cecilia Adelaide Colico   | Guardia   | 2001            | ITA         |
| 12             | Marianna Zanetti          | Pivot     | 2008            | ITA         |
| 14             | Martina Crippa            | Ala/Pivot | 2006            | ITA         |
| 15             | Ilaria Bernardi           | Guardia   | 2005            | ITA         |
| 20             | Magdalena Maria Szajtauer | Pivot     | 1995            | POL         |
| 22             | Nicole Fossati            | Guardia   | 2006            | ITA         |
| 23             | Celeste Anna Colico       | Guardia   | 2007            | ITA         |
| 24             | Giulia Pirozzi            | Guardia   | 2007            | ITA         |
| 33             | Giulia Pallavicini        | Guardia   | 2006            | ITA         |

Head coach: Alberto Mazzetti
Assistant coach: Paolo Peraro, Dario Aramini, Martina Baiardo.